# 溝渕元気
溝渕 元気（みぞぶち げんき、2001年12月28日 - ）は、ジャパンラグビーリーグワンクボタスピアーズ船橋・東京ベイに所属するラグビー選手。

## プロフィール
- ポジションはスクラムハーフ(SH)[1]。
- 身長 169 cm、体重 75 kg

## 来歴
2020年、大阪産大附属高校卒業後、関西大学に入る。
2023年12月25日、クボタスピアーズ船橋・東京ベイへの2024年度新入団が決定。アーリーエントリー制度 により2024年1月20日以降（第6節・リコーブラックラムズ東京戦以降）から公式戦出場が可能となる。